# Övre Viråkärret
Övre Viråkärret är en sjö i Katrineholms kommun och Nyköpings kommun i Södermanland och ingår i Kilaåns huvudavrinningsområde. Sjön har en area på 0,561 kvadratkilometer och ligger 49 meter över havet. Sjön avvattnas av vattendraget Kilaån.

## Delavrinningsområde
Övre Viråkärret ingår i det delavrinningsområde (651508-154223) som SMHI kallar för Utloppet av Bysjön. Medelhöjden är 55 meter över havet och ytan är 21,95 kvadratkilometer. Räknas de 8 avrinningsområdena uppströms in blir den ackumulerade arean 137,95 kvadratkilometer. Avrinningsområdets utflöde Kilaån mynnar i havet. Avrinningsområdet består mestadels av skog (83 procent). Avrinningsområdet har 1,67 kvadratkilometer vattenytor vilket ger det en sjöprocent på 7,6 procent.